# Lekkoatletyka na Letnich Igrzyskach Paraolimpijskich 2004 – bieg na 100 metrów kl. T36 mężczyzn
W biegu na 100 metrów kl. T36 (zawodnicy stojący z porażeniem mózgowym) mężczyzn podczas Letnich Igrzysk Paraolimpijskich 2004 rywalizowało ze sobą 11 zawodników.

## Wyniki

### Eliminacje
Bieg 1
| Poz. | Zawodnik        | Narodowość                   | Rezultat | Uwagi |
| ---- | --------------- | ---------------------------- | -------- | ----- |
| 1    | Graeme Ballard  | Wielka Brytania              | 12.73    | Q     |
| 2    | Ahmed Hassan    | Zjednoczone Emiraty Arabskie | 12.76    | Q     |
| 3    | So Wa Wai       | Hongkong                     | 12.76    | Q     |
| 4    | Azman Yusof     | Singapur                     | 13.47    | q     |
| 5    | Mariusz Sobczak | Polska                       | 13.65    |       |

Bieg 2
| Poz. | Zawodnik           | Narodowość | Rezultat | Uwagi |
| ---- | ------------------ | ---------- | -------- | ----- |
| 1    | Andrij Zhyltsov    | Ukraina    | 12.76    | Q     |
| 2    | Panagiotis Manetas | Grecja     | 12.78    | Q     |
| 3    | Che Mian           | Chiny      | 12.78    | Q     |
| 4    | Marcin Mielczarek  | Polska     | 12.88    | q     |
| 5    | Lai Heng Niam      | Malezja    | 13.97    |       |
| 6    | Kit Man            | Makau      | 17.67    |       |

### Finał
Finał A
| Poz. | Zawodnik           | Narodowość                   | Rezultat | Uwagi |
| ---- | ------------------ | ---------------------------- | -------- | ----- |
| 1    | Andrij Zhyltsov    | Ukraina                      | 12.49    | PR    |
| 2    | So Wa Wai          | Hongkong                     | 12.51    |       |
| 3    | Che Mian           | Chiny                        | 12.60    |       |
| 4    | Panagiotis Manetas | Grecja                       | 12.64    |       |
| 5    | Ahmed Hassan       | Zjednoczone Emiraty Arabskie | 12.79    |       |
| 6    | Graeme Ballard     | Wielka Brytania              | 12.81    |       |
| 7    | Marcin Mielczarek  | Polska                       | 12.83    |       |
| 8    | Azman Yusof        | Singapur                     | 13.36    |       |